# Willy Bocklandt
Willy Bocklant, nacido el 26 de enero de 1941 en Bellegem y fallecido el 6 de junio de 1985, Mouscron fue ciclista belga. Profesional de 1962 a 1969, destacan sus victorias en el Tour de Romandía en 1963 y en la Lieja-Bastogne-Lieja en 1964.

## Palmarés
| 1960 - Circuito Franco-Belga - Tríptico de las Ardenas, más 2 etapas 1961 - GP Stan Ockers 1962 - Tour de Picardie, más 1 etapa 1963 - Tour de Romandía - Stadsprijs Geraardsbergen 1964 - Giro del Piemonte - Lieja-Bastoña-Lieja - 2.º en el Campeonato de Bélgica en Ruta | 1965 - Flecha Brabanzona - Bruselas-Ingooigem - Gran Premio de Isbergues - 1 etapa en el Tour del Norte - 1 etapa de la París-Niza - 1 etapa del Tour de Romandía 1967 - E3 Prijs Vlaanderen-Harelbeke 1968 - 1 etapa en el Tour del Norte |

## Resultados en Grandes Vueltas y Campeonatos del Mundo
Durante su carrera deportiva consiguió los siguientes puestos en las Grandes Vueltas y en los Campeonatos del Mundo en carretera:
| Carrera         | 1962 | 1963 | 1964 | 1965 | 1966 | 1967 | 1968 | 1969 |
| --------------- | ---- | ---- | ---- | ---- | ---- | ---- | ---- | ---- |
| Giro de Italia  | -    | -    | -    | -    | -    | -    | -    | -    |
| Tour de Francia | -    | Ab.  | Ab.  | Ab.  | Ab.  | -    | -    | -    |
| Vuelta a España | -    | -    | -    | -    | -    | -    | -    | -    |
| Mundial en Ruta | -    | -    | 21º  | -    | -    | -    | -    | -    |

-: no participa 

Ab.: abandono